# Texto en claro
El texto en claro, en la criptografía y seguridad de la información, es el texto que se genera antes o después de pasar por un proceso de descifrado, lo cual quiere decir que el texto en claro es el texto o mensaje legible y comprensible para la entidad que puede leerlo (sea una persona, máquina o programa).

Aunque existe el término “texto plano” no es un sinónimo pleno de “texto claro”, pues el primero hace referencia ya sea a un texto sin presencia de formato especial para su lectura e interpretación, mientras que el segundo hace alusión de un texto sin cifrar.

## Ejemplo
Texto A: Sea la cadena siguiente un texto en formato Base 64 y almacenado en un archivo de texto:

```
SG9sYSBtdW5kbyE=
```

Texto B: Ahora sea la siguiente cadena, también almacenada en un archivo de texto:
```
Hola mundo!
```

Tenemos las siguientes proposiciones o afirmaciones:

- Texto A es un texto plano, pero no un texto en claro.
- Texto B es un texto en claro y es un texto plano.

Se debe tener en cuenta que cualquier mensaje o texto comprensible y legible del cual se pueda interpretar su significado que se considere “texto en claro” puede estar presente en cualquier medio de transmisión de mensajes y no se limita a medios digitales o electrónicos; un mensaje o texto en claro puede ser escrito en un medio físico (papel, tela, pergamino, etc.) o estar almacenado en una base de datos o existir en un archivo de procesador de textos.